# La Aurora, Atoyac
La Aurora är en ort i Mexiko.   Den ligger i kommunen Atoyac och delstaten Veracruz, i den sydöstra delen av landet, 250 km öster om huvudstaden Mexico City. La Aurora ligger 1 122 meter över havet och antalet invånare är 372.
Terrängen runt La Aurora är huvudsakligen kuperad, men norrut är den bergig. Runt La Aurora är det ganska tätbefolkat, med 155 invånare per kvadratkilometer. Närmaste större samhälle är Córdoba, 14,4 km sydväst om La Aurora. Trakten runt La Aurora består till största delen av jordbruksmark.